# Yu Jin
Yu Jin (... – 220) è stato un generale cinese del periodo dei Tre Regni.
Era un coraggioso ufficiale sotto Cáo Cāo; combatté in diverse battaglie, tra cui Guan Du (era il generale che presiedeva la difesa di Bai Ma, una roccaforte), le campagne contro Liu Bei e Chi Bi.
Difese insieme a Li Dian e Zhang Liao il castello di He Fei minacciato dalle truppe del regno di Wu; difese il castello ed attirò Sun Quan e il suo esercito in un'imboscata.
Insieme a Cao Ren e Pang De difese Fanchen dall'attacco di Guan Yu, da cui fu sconfitto a duello e fu fatto prigioniero.
Dopo la morte di Guan Yu venne liberato e Sun Quan lo rispedì a Wei, dove morì disonorato.